# Africover
Africover est un projet des Nations Unies qui collecte et rassemble des informations géographiques sur l'Afrique à l'aide de satellites. 
Il recueille des données sur des domaines tels que l'utilisation des terres, les conditions climatiques et localise également les ressources naturelles. L'une des principales utilisations de ce système a été de fournir des avertissements d'inondation aux gouvernements et aux organisations non gouvernementales qui transmettent ensuite l'information aux agriculteurs.